# George Peters
George Clifton Peters (1894. május 6. – 1959. szeptember 29.) ausztrál ászpilóta.

## Élete

### Ifjúkora
Peters 1894-ben született Adelaide városában, Ausztráliában.

### Katonai szolgálata
Peters 1917 körül került az Ausztrál Repülő Hadtesthez (Australian Flying Corps). Az alapkiképzés elvégzését, és a pilótaigazolvány megszerzését követően a palesztin frontra küldték, az 1. ausztrál repülőszázad kötelékében. Peters egy kétszemélyes Brsitol F.2b Fighter típusú géppel repült. Egyik megfigyelőjével James Traill-lel 6, míg másikkal, Garfield Finley pilótával 1 légi győzelmet szerzett.
Egyszer Traill-lel éppen egy járőrözésen repültek, mikor 7 ellenséges gépet fedeztek fel. Ők, és egy másik szövetséges gép megtámadták a német köteléket, és 2 gépet lelőttek, egyet pedig súlyosan megrongáltak. Tettükért 1918-ban megkapták a Kiváló Repülő Keresztet.
Peters további élete és sorsa ismeretlen.

### Légi győzelmei
| Sorszám | Dátum                | Egység                   | Repülőgép    | Ellenfél     |
| ------- | -------------------- | ------------------------ | ------------ | ------------ |
| 1       | 1918. április 15.    | 1. ausztrál repülőszázad | Bristol F.2b | Albatros D.V |
| 2       | 1918. május 9.       | 1. ausztrál repülőszázad | Bristol F.2b | Ismeretlen   |
| 3       | 1918. május 29.      | 1. ausztrál repülőszázad | Bristol F.2b | Rumpler C    |
| 4       | 1918. július 24.     | 1. ausztrál repülőszázad | Bristol F.2b | Rumpler C    |
| 5       | 1918. augusztus 24.  | 1. ausztrál repülőszázad | Bristol F.2b | LVG C        |
| 6       | 1918. augusztus 24.  | 1. ausztrál repülőszázad | Bristol F.2b | Pfalz D.III  |
| 7       | 1918. szeptember 22. | 1. ausztrál repülőszázad | Bristol F.2b | DFW C        |